# Miralasgar Mirgasimov
Miralasgar Mirgasimov (Mirələsgər (Mirəli) Mirəsədulla oğlu Mirqasımov ; né le 9 février 1924 à Bakou et mort le 9 novembre 2003 à Bakou) est un sculpteur azerbaïdjanais et soviétique, Peintre du peuple de la RSS d'Azerbaïdjan. Il est le fils du premier président de l'Académie des sciences d'Azerbaïdjan, Mir Asadulla Mir-Kasimov.

## Formation
En 1944 Mir-Ali Mirgasimov est diplômé du Collège d'art d'Azerbaïdjan et en 1951 de l'Institut Repin de Leningrad. 

## Œuvres
Il est l'auteur du monument à Djafar Djabbarli à Bakou, Nariman Narimanov dans la ville de Sumgayit,  à Djalil Mammadquluzade dans la ville de Nakhitchevan. Certaines des œuvres de Mirgasimov, telles que Portrait d'un pétrolier, Portrait d'une fille, Fille avec pigeon, sont exposées au Musée national des arts d'Azerbaïdjan à Bakou.

## Expositions
Mirgasimov participe à des expositions universelles, dont l'Exposition universelle de 1967 à Montréal. Les œuvres de Mir-Kasimov sont également exposées en Russie, en Pologne, en Bulgarie, en Allemagne, en Égypte et dans d'autres pays.
Il est récipiendaire de divers ordres et médailles, dont Ordre de la Gloire (Azerbaïdjan).